# Thieliana
Thieliana är ett släkte av nässeldjur som beskrevs av Stepan'jants, Timoshkin, Anokhin och Napara 2000. Thieliana ingår i familjen Bougainvilliidae.
Släktet innehåller bara arten Thieliana navis.